# Atelopus sorianoi
Atelopus sorianoi is een kikker uit de familie padden (Bufonidae) en het geslacht klompvoetkikkers (Atelopus). De soort werd voor het eerst wetenschappelijk beschreven door Enrique La Marca in 1983.
Atelopus sorianoi leeft in delen van Zuid-Amerika en komt endemisch voor in Venezuela. De kikker is bekend van een hoogte van 2400 tot 2718 meter boven zeeniveau. De soort komt in een relatief klein gebied voor en is hierdoor kwetsbaar. Door de internationale natuurbeschermingsorganisatie IUCN wordt de soort beschouwd als 'Kritiek'.
Atelopus sorianoi kwam vroeger algemeen voor, maar is sinds 1990 niet meer waargenomen.